# Мочалин, Лев Сергеевич
Лев Серге́евич Моча́лин (19 апреля 1924, Тула — 16 октября 2010, Москва) — советский государственный деятель, заместитель министра оборонной промышленности СССР. Участник Великой Отечественной войны.

## Биография
Родился 19 апреля 1924 года в Туле в семье рабочего-кузнеца. С 1932 по 1942 год учился в средней школе. В 1942 году его призывают в ряды Советской Армии и направляют в пулеметное училище, по окончании которого назначают командиром взвода одного из стрелковых полков третьего Украинского фронта. Командуя взводом, с боями прошел от Харькова до Днепра. При форсировании Днепра он был ранен. В 1945 г. его принимают в члены Коммунистической партии Советского Союза. С 1946 по 1952 год учится на машиностроительном факультете Тульского механического института. Защитив диплом инженера-механика, он поступил на Тульский машиностроительный завод. Здесь он вначале работает инженером-конструктором, затем назначается начальником отдела технического контроля предприятия, а в 1958 г. — главным инженером завода.
В 1966 году назначен заместителем министра оборонной промышленности СССР. На этой должности он проработал около 20 лет, внеся большой вклад в развитие оборонной промышленности Советского Союза.
Депутат Верховного Совета СССР 6-го созыва. Лауреат Государственной премии СССР.
Похоронен в Москве.

## Награды и звания
- орден Ленина
- орден Октябрьской Революции
- орден Трудового Красного Знамени (четырежды)
- орден Отечественной войны II степени
- рыцарский Крест возрождения Польши
- медали

- Государственная премия СССР.